# Gangsta Boy
Gangsta Boy é um canção de gênero synthpop interpretada pelo girl group sul-coreano f(x). Foi incluída como faixa no primeiro álbum de estúdio do grupo, Pinocchio, que foi lançado em 20 de abril de 2011 sob a gravadora SM Entertainment e distribuído pela KMP Holdings. A canção foi escolhida como um dos singles promocionais do álbum ao lado do faixa-título "Pinocchio (Danger)" e a faixa de acabamento "Lollipop".

## Produção e antecedentes
De acordo com a descrição do álbum no site de música sul-coreano Naver Music, a letra de "Gangsta Boy" fala sobre a 'confissão sincera e ainda ousada da adorável garota adolescente a seu garoto gângster'. A música também marca a primeira vez que os produtores musicais e compositores dinamarqueses Thomas Troelsen e Mikkel Remee Sigvardt colaboram com f(x), apesar de terem trabalhado anteriormente em diversas ocasiões com outros artistas pertencentes a agência SM Entertainment. Eles produziram o single posterior do grupo, "Hot Summer". Hong Ji Yoo também ajudou a escrever a letra da canção, e também escreveu a letra de "Lollipop", outra canção do álbum.

## Performances ao vivo
O grupo performou "Gangsta Boy" em vários programas musicais nacionais que foram transmitidos ao vivo, como M! Countdown  em 28 de abril de 2011. Elas também tocaram ao vivo durante o concerto Y-Star Live Power Music em 5 de junho de 2011. "Gangsta Boy" foi incluída no set-list do concerto da SMTown Live '10 World Tour em Paris, França em 10 e 11 de junho de 2011. O grupo também performou a canção junto com o single "Pinocchio (Danger)" durante a premiação anual de música MBC Gayo Daejejeon, que foi realizado no dia 31 de dezembro de 2011.

## Créditos
| - f(x) - Vocais - Victoria Song - vocais, vocais de fundo - Amber Liu - vocais de fundo, rap - Luna - principais vocais, vocais de fundo - Sulli - vocais, vocais de fundo, rap - Krystal Jung - principais vocais, vocais de fundo | - Hong Ji Yoo - composição - Thomas Troelsen - composição, produção - Mikkel Remee Sigvardt - composição, produção - Lee Soo Man - produão |

## Desempenho nas paradas
| Gráfico             | Melhores posições |
| ------------------- | ----------------- |
| Gaon Weekly singles | 94                |